# OSMN

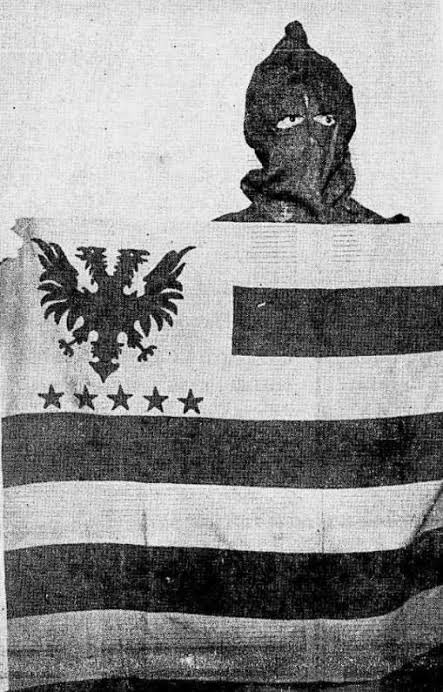
Integrante da Ordem Suprema dos Mantos Negros segurando a bandeira da organização

A Ordem Suprema dos Mantos Negros foi fundada por um agente anticomunista na década de 1960, Joaquim Miguel Vieira Ferreira (ou "Joaquim Metralha"). Ele foi secretário-geral da Cruzada Brasileira Anticomunismo e agente do Cenimar, o serviço de informações da Marinha durante a ditadura.
Joaquim Vieira atuou como anticomunista no Brasil desde os anos de 1950 até 1982, quando foi morto. Foi radicalmente contra Getúlio Vargas e João Goulart. Atuou na repressão na cidade de Niterói, Rio de Janeiro. Sua sagacidade e sevícia o rendeu a alcunha de "Tiroteio".
Alberto Santos, ex-militante da luta contra o governo militar brasileiro, relatou que "Tiroteio" usava de métodos reconhecidamente terroristas para investigar seus alvos, sendo que o próprio Alberto Santos foi investigado por ele. Se inspiravam na seita estadunidense Ku Klux Klan para criar suas vestimentas, mas em vez da cor branca para os capuzes, utilizava a cor negra.

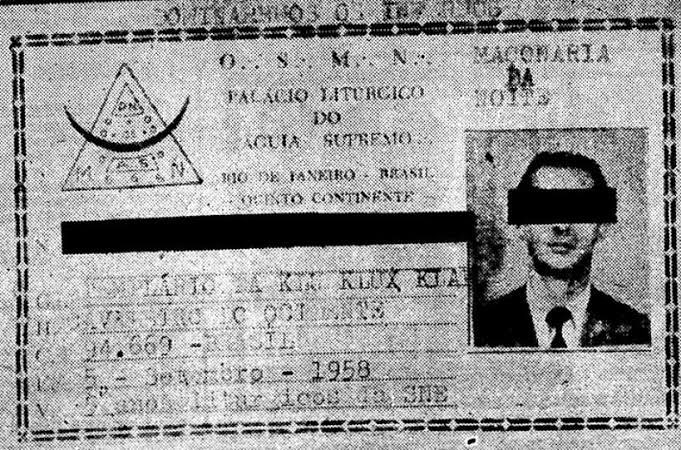
Dados documentais de um membro da OSMN

De comum entre todos estava a organização de atos terroristas e participação de rituais com juramentos sobre a Bíblia, capuzes e luvas, à moda da Ku Klux Klan. "Havia um ritual de iniciação onde o novato precisava escapar de golpes de punhal aplicados por integrante antigo da seita, além de fazer um pacto de sangue", conta.[carece de fontes?]
Documento de registro de Joaquim Metralha na OSMN revela que ele era "templário da Ku Klux Klan", e no verso da carteirinha a menção sobre os cinco continentes, o que pode apontar um caráter internacional da organização.
Existe uma banda brasileira do Rio de Janeiro com o mesmo nome inspirada na organização secreta. A banda tem letras com temas racistas que fazem referência a Ku Klux Klan e outras organizações criminosas, com o autor da banda se autodenominando como "Joan King Metralha", fazendo uma referência ao criador original da organização Joaquim Metralha.